# Gregory Rousseau
Gregory Rousseau (Coconut Creek, Florida, 5 de abril de 2000) apodado Groot, es un jugador profesional estadounidense de fútbol americano que se desempeña en la posición de defensive end en Buffalo Bills, equipo de la National Football League (NFL).

## Carrera
Fue seleccionado en la primera ronda en la Reunión Anual de Selección de Jugadores de la NFL de 2021. Hizo su debut profesional con el equipo Buffalo Bills, donde lleva jugando tres temporadas.